# Estadio Félix Gallardo
El Estadio Félix Gallardo es un recinto deportivo de la Región de Los Ríos, administrado por la municipalidad de Valdivia.
Allí hace de local el equipo de la ciudad de Valdivia, Deportes Valdivia, que milita en la Tercera División A de Chile, cuarta categoría del fútbol chileno.
Es usado desde el año 2013 por el club, ya que antes era utilizado el Estadio Parque Municipal, principal recinto deportivo de la ciudad de Valdivia.

## Capacidad
Cuenta con una capacidad total para 4000 espectadores.

## Espectáculos
Es utilizado para los encuentros de local de Deportes Valdivia.